# Vắc-xin bệnh đậu mùa
Vắc-xin bệnh đậu mùa là vắc-xin đầu tiên được phát triển và sản xuất thành công. Nó đã được Edward Jenner đưa ra vào năm 1796.  Ông theo dõi quan sát của mình rằng những người vắt sữa đã mắc bệnh đậu mùa bò trước đó không mắc bệnh đậu mùa bằng cách cho thấy rằng tiêm phòng virus bệnh đậu mùa bò giúp bảo vệ chống lại bệnh đậu mùa.

## Các loại

### Dryvax

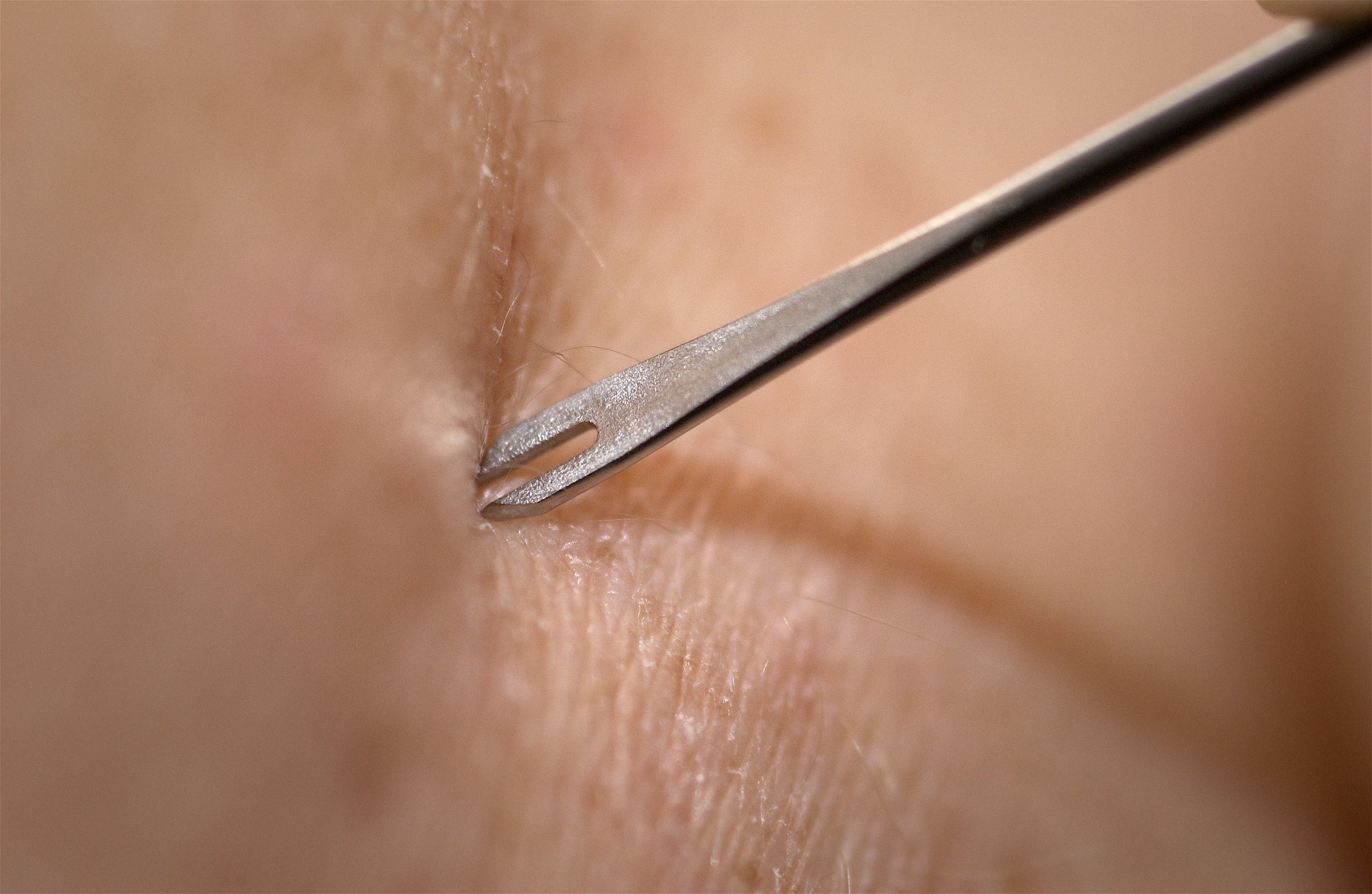
Vắc xin đậu mùa đang được tiêm vào cơ thể. Lưu ý kim chia hai.

Dryvax là một loại vắc-xin bệnh đậu mùa bạch huyết bê đông khô.  Đây là loại vắc-xin đậu mùa lâu đời nhất thế giới, được American Home Products, tiền thân của Wyeth tạo ra vào cuối thế kỷ 19.  Đến thập niên 1940, Wyeth là nhà sản xuất vắc-xin hàng đầu của Hoa Kỳ và là nhà sản xuất duy nhất vào thập niên 1960.  Sau khi các cơ quan y tế thế giới tuyên bố bệnh đậu mùa đã bị loại bỏ khỏi tự nhiên vào năm 1980, Wyeth đã ngừng sản xuất vắc-xin.
Trung tâm kiểm soát và phòng ngừa dịch bệnh Hoa Kỳ (CDC) đã giữ một kho dự trữ văc-xin để sử dụng trong trường hợp khẩn cấp.  Năm 2003, nguồn cung này đã giúp ngăn chặn sự bùng phát bệnh thủy đậu ở Hoa Kỳ.  Vào tháng 2 năm 2008, CDC đã vứt bỏ 12 triệu liều Dryvax cuối cùng.  Nguồn cung của nó đang được thay thế bằng ACAM2000, một sản phẩm hiện đại hơn được sản xuất tại các phòng thí nghiệm của Acambis, hiện là một bộ phận của Sanofi Pasteur.
Dryvax là một chế phẩm vaccin sống của virus được điều chế từ bạch huyết bê.  Có thể xuất hiện một lượng kháng sinh sau đây (được thêm vào trong quá trình chế biến: neomycin sulfat, chlortetracycline hydrochloride, polymyxin B sulfate và dihydrostreptomycin sulfate.
Vắc-xin này có hiệu quả, cung cấp khả năng miễn dịch thành công ở khoảng 95% người được tiêm chủng.  Dryvax có tác dụng phụ nghiêm trọng trong khoảng 1% đến 2% trường hợp.

### ACAM2000
ACAM2000 là vắc-xin đậu mùa được Acambis phát triển.  Nó đã được Cơ quan Quản lý Thực phẩm và Dược phẩm Hoa Kỳ (FDA) phê duyệt để sử dụng tại Hoa Kỳ vào ngày 31 tháng 8 năm 2007.  Nó chứa sống Vaccinia virus, nhân bản từ cùng một dòng được sử dụng trong một sớm vắc-xin, Dryvax.  Trong khi virut Dryvax được nuôi cấy trên da bê và đông khô, vi rút ACAM2000s được nuôi cấy trong các tế bào biểu mô thận (tế bào Vero) từ một con khỉ xanh châu Phi.  Hiệu quả và tỷ lệ phản ứng bất lợi tương tự như Dryvax.  Vắc-xin không được cung cấp thường xuyên cho công chúng Hoa Kỳ; tuy nhiên, nó được sử dụng trong quân đội và được duy trì trong Kho dự trữ quốc gia chiến lược.
Một giọt ACAM2000 được đưa vào cơ thể theo tuyến dưới da (sẹo) bằng cách sử dụng 15 mũi kim của hai kim.  ACAM2000 không nên được tiêm bằng đường tiêm trong da, dưới da, tiêm bắp hoặc tiêm tĩnh mạch.